# 月刊コンサドーレ
月刊コンサドーレ（げっかんコンサドーレ）は、北海道新聞HotMediaが発行している、北海道コンサドーレ札幌のクラブオフィシャルマガジン（雑誌）である。主に北海道内の書店やコンビニエンスストア、オフィシャルショップにて購入出来る。インターネット書店のFujisanでも購入可能。

## 歴史
1996年からイエローページが『コンサドーレマガジン』を発行していたが、1998年12月に休刊となった。2001年3月より、コンサドーレの株主である北海道新聞社が『月刊コンサドーレ』を創刊した。
2011年4月からは道新スポーツに移行された。2022年11月に道新スポーツは休刊し、現在の発行および編集は、北海道新聞HotMediaである。

## 内容
- PLAYBACK CONSADOLE
  - マッチレポート
- BRAVE HEART INTERVIEW
  - スタッフ、監督、選手の単独インタビュー
- 平川弘のゲキ辛ゲキペン
  - 最近の試合展望を辛口で評価紹介
- オフタイムトーク
  - 選手のプライベートが垣間見える対談
- はばたけ!GO!GO!アカデミー
  - 育成年代の下部チームの活動報告
- ミックスゾーン
  - 注目選手のショートインタビュー
- ベス闘ショット&一押しプレー
  - 道新スポーツ記者によるプレー写真と、解説
- 特集

## 節目の号に表紙を飾った人物
| 号数                 | 月号・発行日         | 表紙                                                        |
| コンサドーレマガジン | コンサドーレマガジン | コンサドーレマガジン                                        |
| -------------------- | -------------------- | ----------------------------------------------------------- |
| vol.1                | 1996年6月20日発行    | 吉原宏太                                                    |
| vol.10               | 1997年7月号          | 村田達哉                                                    |
| vol.20               | 1998年4月号          | バルデス                                                    |
| vol.29               | 1999年1月号 (最終号) | J1参入決定戦：1998年11月22日 ヴィッセル神戸戦のスタメン11名 |
| 月刊コンサドーレ     |                      |                                                             |
| vol.1                | 2001年3月号          | 播戸竜二                                                    |
| vol.10               | 2001年12月号         | アダウト                                                    |
| vol.50               | 2005年4月号          | 和波智広                                                    |
| vol.100              | 2009年6月号          | 吉弘充志                                                    |
| vol.150              | 2013年8月号          | 荒野拓馬                                                    |
| vol.200              | 2017年10月号         | 石川直樹                                                    |
| vol.250              | 2021年12月号         | チャナティップ                                              |